# Sosorlontung
Sosorlontung is een bestuurslaag in het regentschap Dairi van de provincie Noord-Sumatra, Indonesië. Sosorlontung telt 2881 inwoners (volkstelling 2010).